# Лошківці
Ло́шківці  (пол. Łaszkowce)— село в Україні, у Новодунаєвецькій селищній територіальній громаді Кам'янець-Подільського району Хмельницької області.

## Географія
Подільське село Лошківці розташоване в південно-західній частині України, за 50 кілометрів автодорогами від Кам’янця-Подільського, на подільській височині. У селі річка Безіменна впадає у річку Студеницю.
Біля села проходить залізнична колія, зі станцією Лошківці, також неподалік села пролягають: автошлях національного значення Н03 та автошлях територіального значення Т 2304.

### Клімат
Лошківці знаходяться в межах вологого континентального клімату із теплим літом, але діяльність людини призводить до зміни клімату та глобального потепління.

## Історія села
Село відоме з 1493 року.

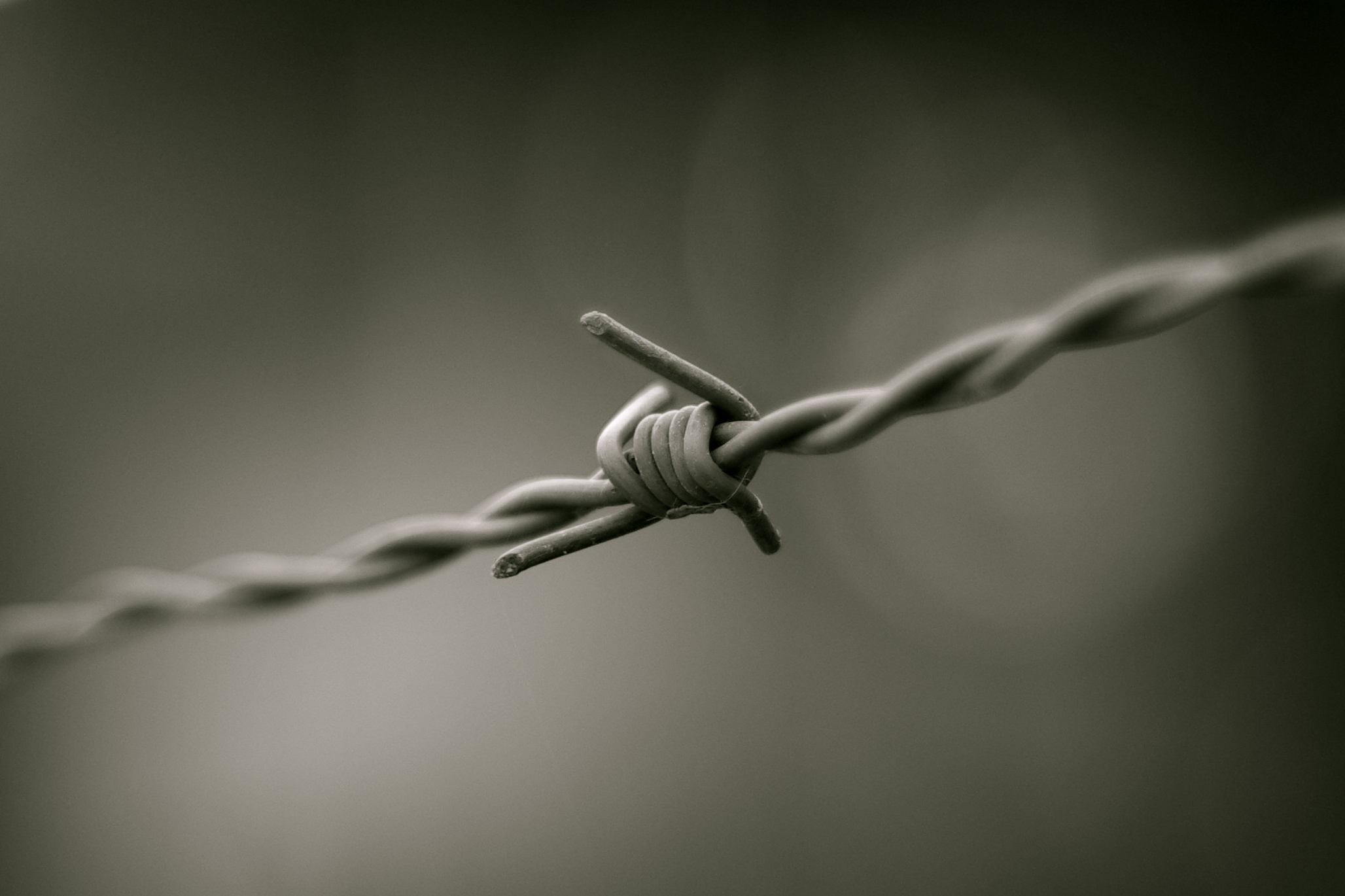
[http://www.reabit.org.ua/nbr/?st=3®ion=&ss=Рудківці&logic=or&f1_type=begins&f1_str=&f2_type=begins&f2_str=&f3_type=begins&f3_str=&f4_from=&f4_till=&f7%5B%5D=all&f14%5B%5D=all#list Національний банк репресованих

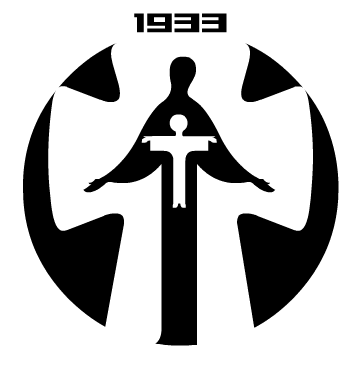
[https://victimsholodomor.org.ua/khmelnytsky/easytable/25-peoples-new.html?start=300 Список жертв Голодомору, Хмельницька область

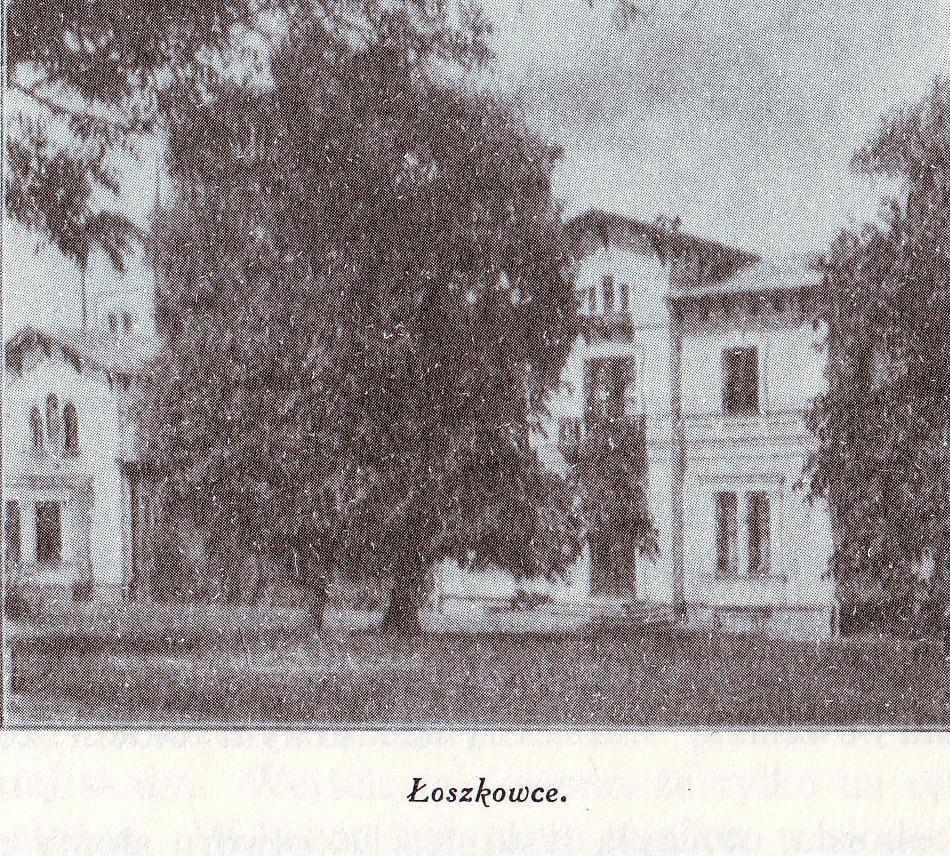
Двоповерховий особняк Зигмунта Модзелевського

Село Лошківці (Liczkowci) вказані на карті Анджея Погржабки, що опублікована в 1570 році.
Біля села є плоске підвищення, яке зветься Замчисько. Місцеві жителі згадували, що руїни замку розібрали для будівництва замку в селі Савинці.
У місцевій церкві знаходилась чудотворна ікона святого Миколая, до якої 9 травня збиралася велика кількість віруючих з усієї Подольскої губернії та Бесарабії. Священниками були Іван Хомицький, Василій Хомицький, Іван та Сильвестр Смеречинські, Григорій Завадовський, Платон Суліма.
У 1786 році побудована дерев'яна дзвіниця, яка була перебудована у 1892 році.
Селяни були звільнені від кріпосного права в 1861 році. На честь цієї події в багатьох селах Поділля на в'їздах встановлювали пам'ятні фігури, такі збереглись в селах: Нігин, Черче. Ця традиція помаленьку відновлюється, встановлюються статуї Божої Матері чи інші фігури.
1863 року селяни втрачають можливість користуватись рідною мовою, видано таємне розпорядження — Валуєвський циркуляр, що наказував призупинити видання значної частини книг, написаних українською мовою, а згодом доповнено Емським указом.
У 1893 році збудований Зигмунтом Модзелевським двоповерховий палац. Будівля мала вхід, над ним балкон, накрита двосхилим дахом з фронтоном на фасад. Біля палацу знаходився парк. Будівля була зруйнована в 1917 році.
У 1902 році село Кам'янецького повіту, Куявської волості мало 108 будинків та 800 мешканців, також діяли: церква, цегельня, водяний млин та вітряний.
У 1907 році в селі відбулися протести та заворушення.
7 (20) листопада 1917 року, відповідно до Третього Універсалу Української Центральної Ради, село Лошківці увійшло до складу Української Народної Республіки.
Внаслідок поразки визвольних змагань на початку XX століття, село надовго окуповане російсько-більшовицькими загарбниками.
Радянська окупація принесла колективізацію та розкуркулення, селяни зазнали репресій. Багатьох частинах Поділля відбувались масові селянські повстання, проти радянської влади.
У 1932–1933 роках селяни села пережили влаштований комуністами голодомор.
Роки Великого терору 1936-1937 вбито осіб різних національностей і професій, багато людей було виселлено як сім'ї «ворогів народу».
За бойові подвиги у Другій світовій війні орденами і медалями нагороджено 76 жителів. По закінченню Другої світової війни у 1946—1947 роках мешканці села вчергове пережили голод.
Радянський період в селі був розташований колгосп, за яким закріплено 1 тис. га орної землі. Провідними галузями господарства були виробництво зерна і тваринництво. Працювала восьмирічна школа, клуб, бібліотека; фельдшерсько-акушерський пункт, швейна майстерня.
У 1971 році кількість населення складала 1571 людей. 
З 24 серпня 1991 року село Лошківці в складі незалежної України.
13 серпня 2015 року шляхом об'єднання Дунаєвецької селищної ради та Лошковецької, Малієвецької, Малокарабчіївської, Міцовецької, Морозівської, Підлісномукарівської, Ставищенської, Тернівської, Тиннянської, Томашівської, Удріївської сільських рад село входить до складу Новодунаєвецької селищної громади.
17 липня 2020 року, в результаті адміністративно-територіальної реформи та ліквідації Дунаєвецького району, село увійшло до складу Кам'янець-Подільського району.
16 січня 2023 року релігійна громада храму Покрови Пресвятої Богородиці села перейшла з Московського патріархату в Православну Церкву України. Вперше, в місцевій церкві пролунала молитва українською мовою.

## Населення
Населення становить 1080 осіб.

### Мова
У селі поширені західноподільська говірка та південноподільська говірка, що відносяться до подільського говору, який належить до південно-західного наріччя.
Розподіл населення за рідною мовою за даними перепису 2001 року:
| Мова       | Кількість | Відсоток |
| ---------- | --------- | -------- |
| українська | 1066      | 98.7%    |
| російська  | 13        | 1.2%     |
| білоруська | 1         | 0.1%     |
| Усього     | 1080      | 100%     |

## Економіка
На даний час у селі працює фермерське господарство «Нове життя».

## Релігія
Майже кожен третій мешканець є римо-католиком. Місцева спільнота вірян належала до парафії Матері Божої Святого Скапулярію у Солобківцях У кінці 80-х років вони послуговувались каплицею у пристосованому будинку, а у 1992-1994 роках завдяки зусиллям о. Владислава Ванаґса тут збудували мурований костел  Матері Божої Невпинної Допомоги, який освятив єпископ Ян Ольшанський MIC.
25 січня 2018 року в костелі Матері Божої Неустанної Допомоги в селі Лошківці відбулась Божественна Літургія за участі представників різних конфесій у межах Екуменічного тижня. Священник о. В'ячеслав Клембовський.
- Костел Матері Божої Неустанної Допомоги (РКЦ)
- Церква Покрови Пресвятої Богородиці (ПЦУ)

## Відомі люди

### Народились
- Вінський Йосип Вікентійович (нар. 2 січня 1956) — український політик, міністр транспорту та зв'язку.

## Світлини

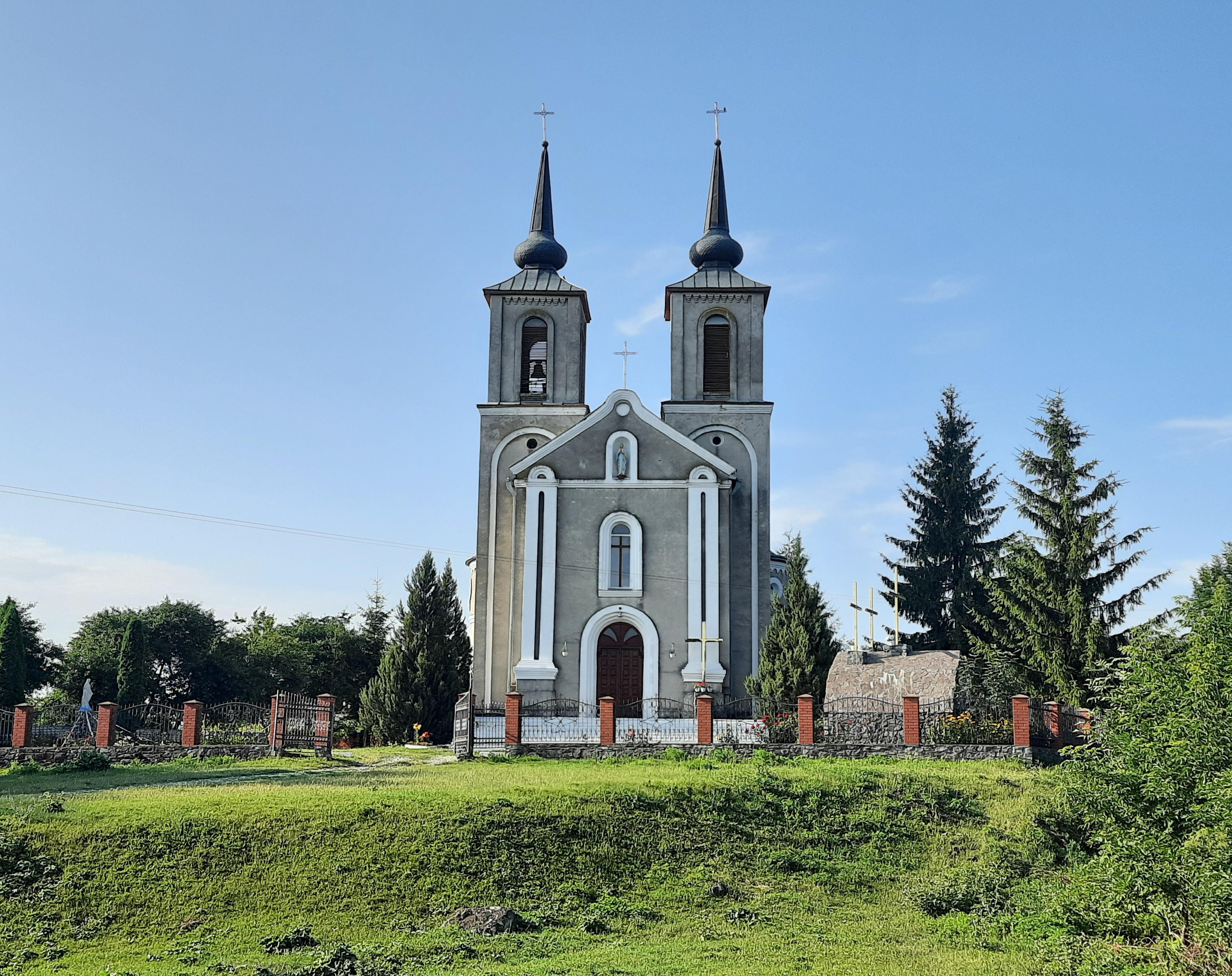
Костел Пресвятої Діви Марії Неустанної Допомоги
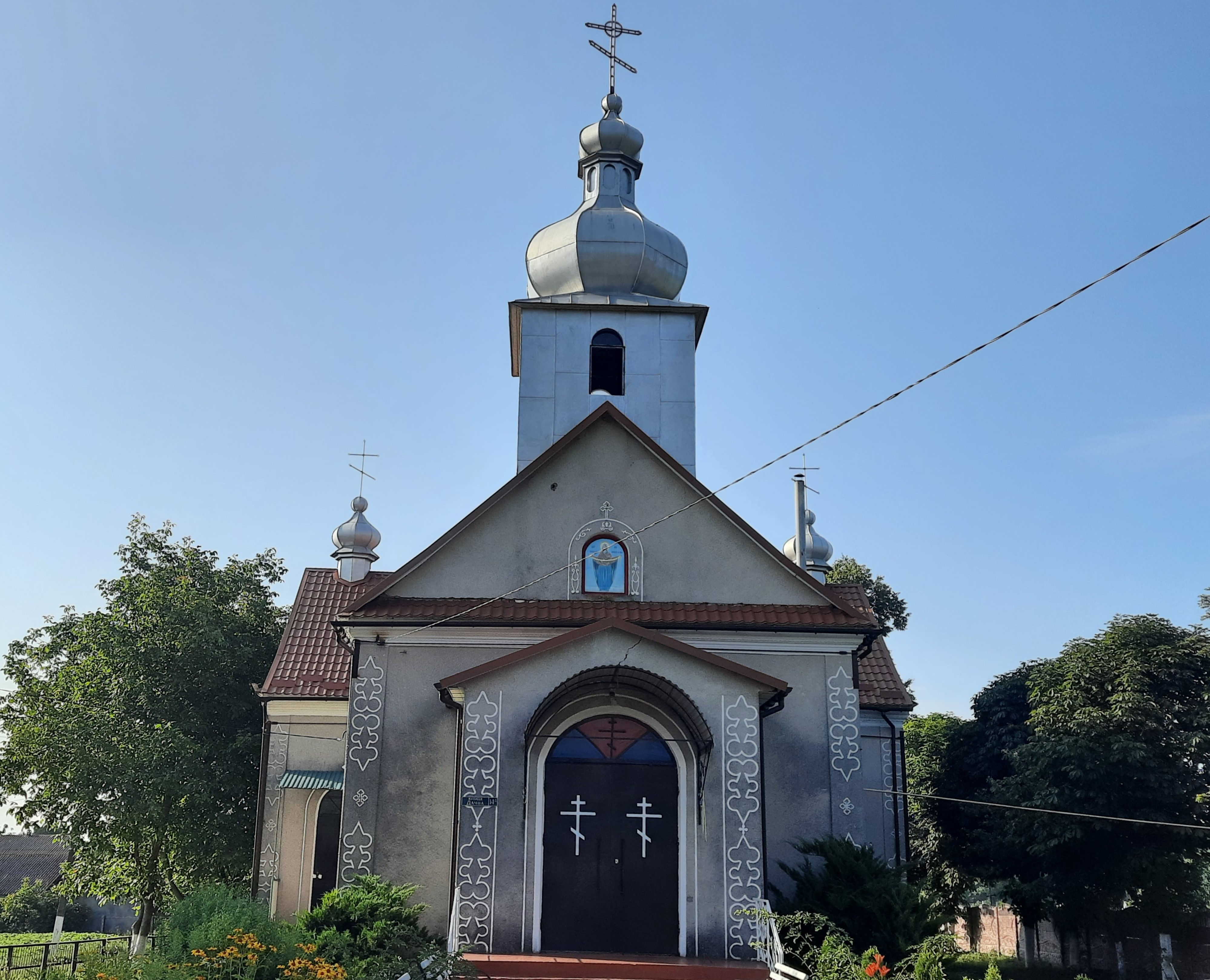
Церква
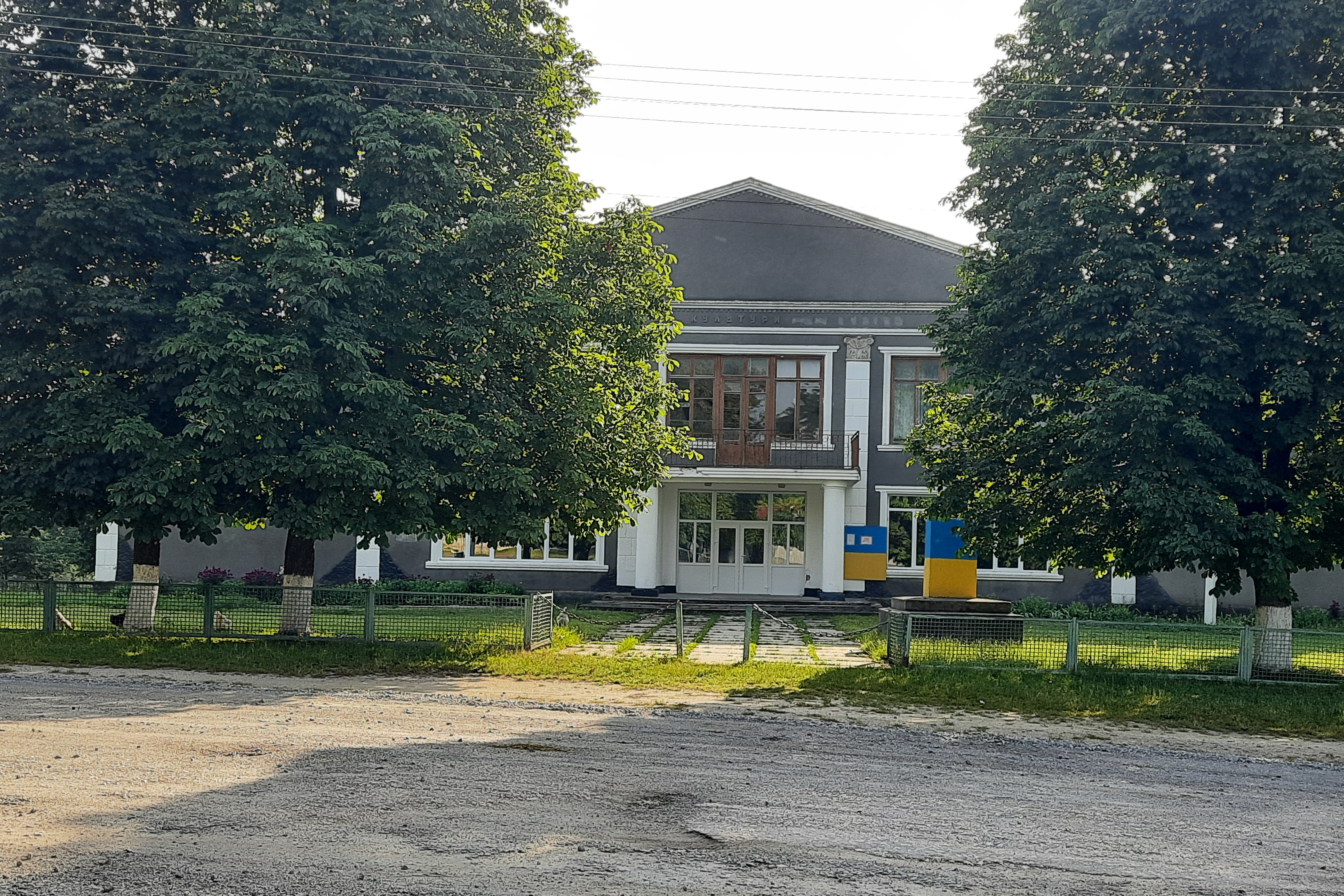
Будинок культури
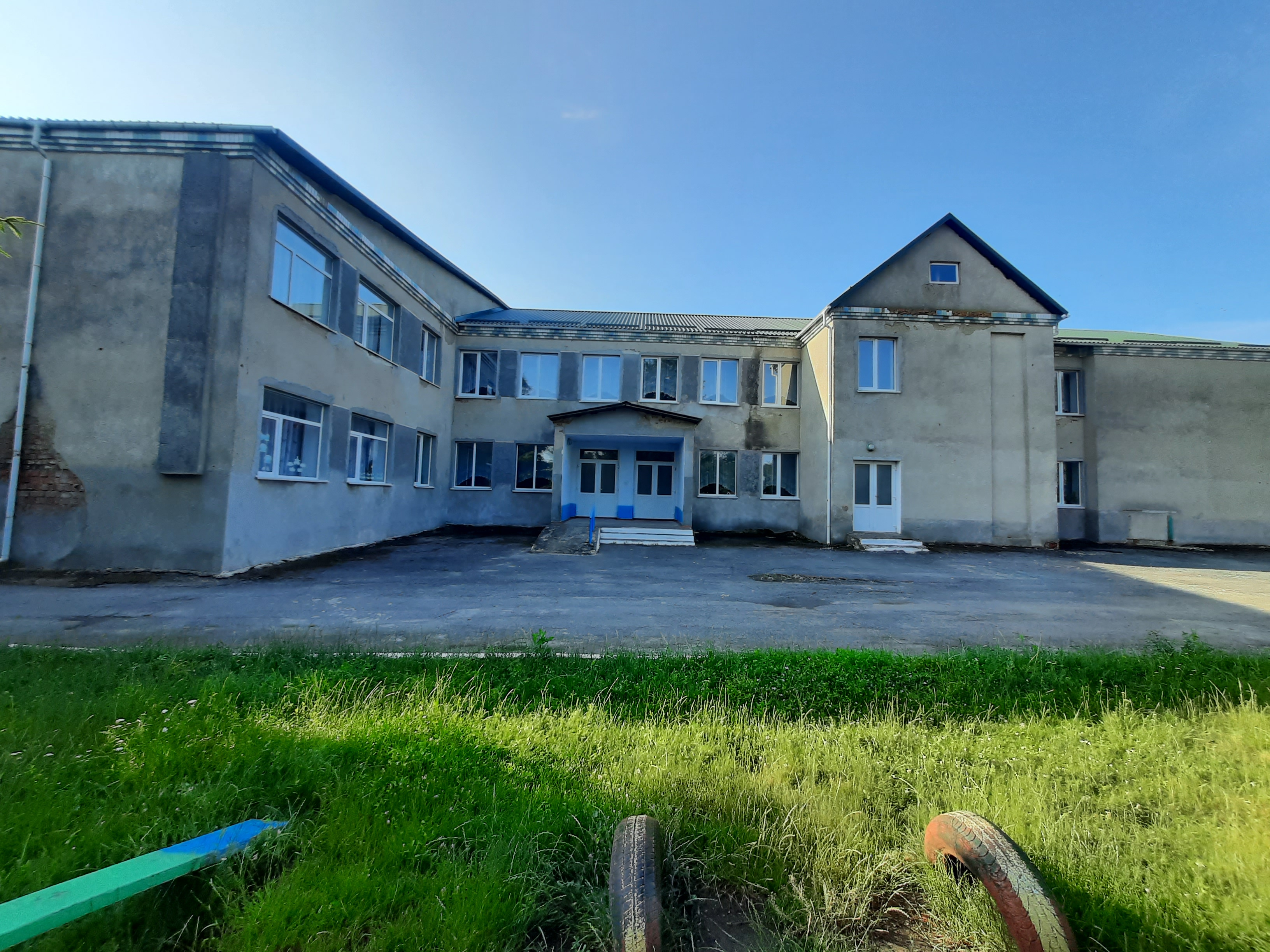
Школа
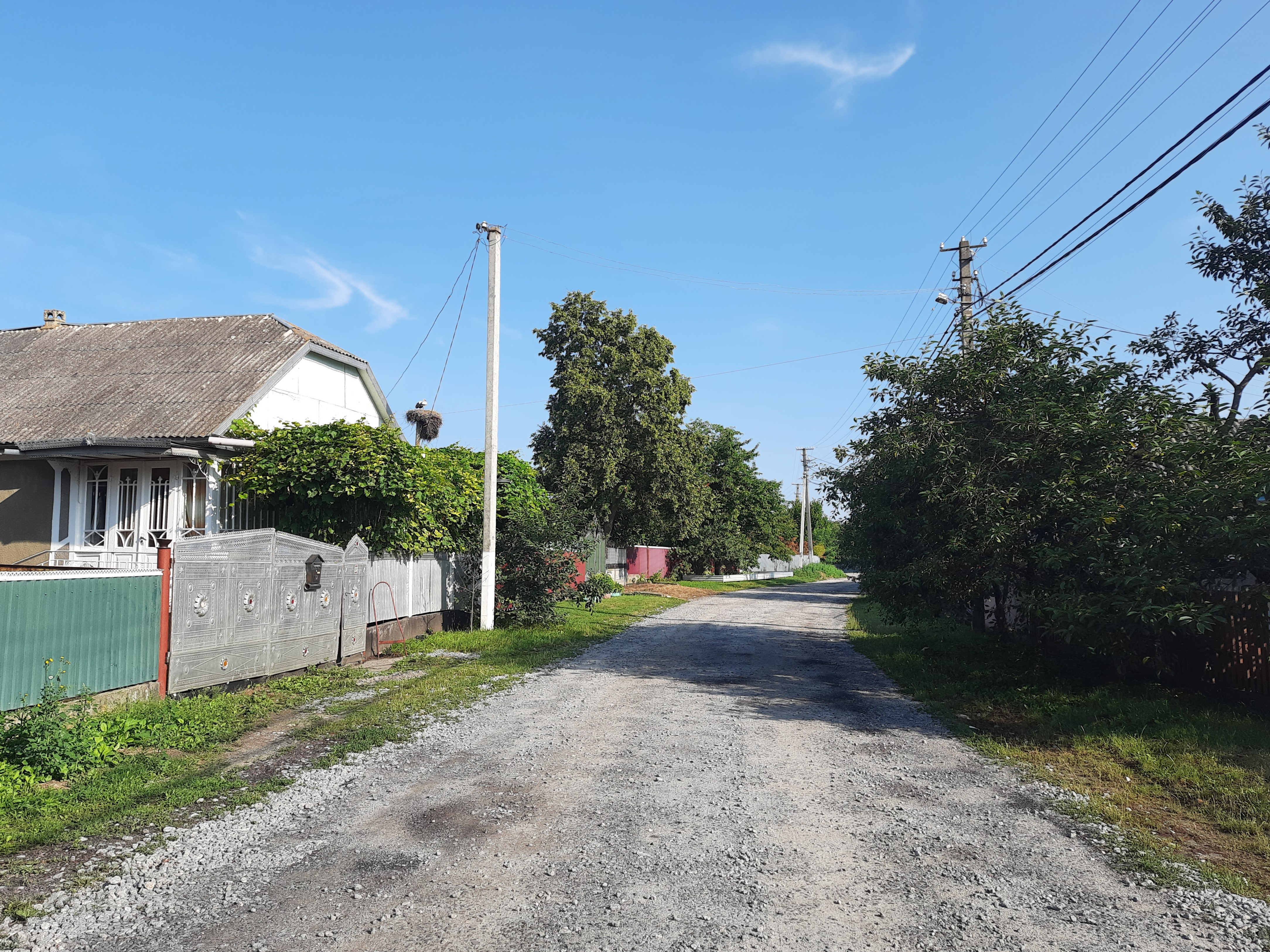
Сільська вулиця